# Collège des médecins de famille du Canada
Le Collège des médecins de famille du Canada (CMFC; anglais : The College of Family Physicians of Canada, CFPC) est l'organisme professionnel responsable de la certification des médecins de famille sur le territoire canadien. L'organisme établit les exigences de formation, autant au niveau post-doctoral qu'au niveau de la formation continue, des médecins de famille canadiens.

## Développement professionnel continu
Le CMFC a mis en place le programme de formation continue MAINPRO (Maintenance of Proficiency), qui permet aux médecins de famille de suivre des formations tout en accumulant des crédits de développement professionnel.

## Programmes de compétences avancées
Le CMFC offre plusieurs programmes de compétences avancées aux résidents en médecine de famille ainsi qu'aux médecins pratiquant. Ces programmes ont généralement une durée allant de six à douze mois. Quelques programmes, cependant, ont une durée de 3 mois. Voici quelques exemples de formations de compétences avancées reconnues par le CMFC.
- médecine d'urgence; les détenteurs de cette certification obtiennent la désignation CMFC(MU)
- médecine du sport et de l'exercice
- anesthésie
- médecine de l'addiction et de la toxicomanie
- soins palliatifs
- soins gériatriques ou soins aux personnes âgées
- soins de la femme et de l'enfant
- oncologie (offert à l'Université d'Ottawa)
- clinicien érudit (requiert l'obtention d'une maîtrise (M.Sc.) ou d'un doctorat (Ph.D.) de type ad hoc en médecine de famille)

## Médecin de famille canadien
Le Médecin de famille canadien est la revue officielle du CMFC.